# جيناسيو دو إيبيرابويرا
جيناسيو دو إيبيرابويرا (بالإنجليزية: Ginásio do Ibirapuera)‏ هي ساحة رياضية داخلية تقع في ساو باولو، البرازيل. تبلغ سعة الملعب 11،000 فرد وافتتح في 25 يناير 1957. ويستخدم في الغالب لمباريات كرة الطائرة.